# Rivière Coleraine
Rivière Coleraine är ett vattendrag i Kanada.   Det ligger i provinsen Québec, i den sydöstra delen av landet, 300 km öster om huvudstaden Ottawa. Rivière Coleraine ligger vid sjön Lac Aylmer.
I omgivningarna runt Rivière Coleraine växer i huvudsak blandskog. Runt Rivière Coleraine är det glesbefolkat, med 10 invånare per kvadratkilometer.